# Clowns Spinning Hats
«Clowns Spinning Hats» — американский короткометражный фильм студии Lubin Manufacturing Company.

## Сюжет
Фильм показывает, как два клоуна делают акробатические трюки, после чего расходятся на расстояние около тридцати футов и машут своими большими клоунскими шляпами, ловя их головой без помощи рук.